# 日本におけるリース
日本におけるリースとは、リース会社が、企業などが選択した機械設備等を購入し、その企業に対してその物件を比較的長期にわたり賃貸する取引をいう。リース対象物件は中古・新品を問わないが、多くの場合新品物件をリース会社が借手企業の代わりに購入した後、貸し出す。物品の所有権はリース会社にあるが、企業は自社で購入した場合とほぼ同様にして物件を使用することができる為、設備投資の手段として広く普及している。
（このページでは日本におけるリース（金融業）について述べている。総論としてのリース（金融業）はリースを参照のこと。）

## 概要
高度経済成長期の1963年に日本初の総合リース企業が誕生して以降、リース産業は日本経済に広く浸透、1991年度には歴代最高の取扱高8兆8,016億円を記録した。2008年にリースメリット減少する会計基準が施行されたことで取扱高が激減し、2010年度の取扱高は4兆5,553億円となっている。取扱高の前年同月比マイナスが続いていたリース業界だが、2011年11月は東日本大震災の復興需要により前年同月比22.5％の伸びを記録、復興需要が本格的に出てくるのはまだ先であることから、今後しばらくは取扱高の回復が見込まれる。
近年のリース産業の低迷を受け、リース業界では再編が進んでおり、2007年にはダイヤモンドリースとUFJセントラルリースが合併し三菱UFJリースが、三井住友銀リースと住商リースが合併し三井住友ファイナンス&リースが誕生。続いて2008年に協同リースと三井リース事業が合併しJA三井リースが誕生、2009年にはセンチュリー・リーシング・システムと東京リースが合併し東京センチュリーが誕生する等、大型の企業再編が進んだ。リース会社の規模については後述の#各社業績等を参照のこと。
総合リース業は「サービス業（他に分類されないもの）」の物品賃貸業に分類されていたが、2007年11月改訂の日本標準産業分類で不動産業の大分類に物品賃貸業が追加され、現在は「不動産業、物品賃貸業」の物品賃貸業に分類されている。
会計上の定義は、企業会計基準委員会によるリース取引に関する会計基準及び同注解・同意見書によって、税法上の定義は、法人税法及び同法施行令,同法基本通達によって定められている。それぞれ詳細は後述の#会計上のリース処理、#税法上のリースを参照のこと。

### リースの基本
リースはファイナンス・リース契約とオペレーティング・リース契約に大別される。
ファイナンス・リースは文字通り設備機器導入を目的とした資金調達手段のひとつとして金融色が強い契約であり、ノン・キャンセラブル（解約不能）とフル・ペイアウト（物件から得られるすべての利益を得ると共に、物件に係るコストをすべて支払う）の2条件を満たすものをいう。リース契約では殆どの場合、物件を借りている企業がリース期間が終了する前に解約するとリース会社に違約金を支払う契約になっており、中途解約した場合でもリース終了まで借りるケースより総支払額が安くなることはない。この為、中途解約禁止条項がない場合でも、事実上途中解約が不可能であると見なされ、上述のとおりファイナンス・リースに分類されることとなる。
一方、オペレーティング・リースはリース期間終了後の残存価格を設定したり、中途解約が可能である等、賃貸借色が強い契約である。日本ではリースというと主にファイナンス・リースを指していたが、2008年の新リース会計基準適用により、ファイナンス・リースのオフバランス処理（財務諸表上に資産として計上しない処理）が原則禁止されたことから、中古品市場が発達しており残価設定が容易な物件（自動車や航空機、工作機械等）を中心に、オフバランス処理が可能とされているオペレーティング・リースの利用が増加している。
リース期間の設定はオペレーティング・リースの場合特段の定めなく自由に設定できる。一方ファイナンスリースの場合、日本では税法上所有権移転リースと判定されるとリースメリットが薄れることから、判定条件のうちの一つである「短期リース」に当てはまらないリース期間設定をする場合がほとんどである。
当初契約のリース期間に達した場合には、元のリース設定額よりも廉価(一月分のリース料＋α程度)で再リース契約を締結をすることにより、1年毎の更新が可能である。 また、借手企業が、借りていたリース物件を買い取ることができる契約もある。
物件の所有者はリース会社であるため、固定資産税納付や減価償却費の計算・計上、動産総合保険料の支払はリース会社が行う。また、リース取引もリース会社にとっては銀行にとっての融資と同じである為、担保を取らないことが多い分より厳しい審査がある。

### リース料構成
リース料総額は以下のような構成となっている。オペレーティング・リースの中で、物件の残価設定を行うものはここから残価金額分をマイナスする。
- リース料総額 = (物件取得価額 + 諸税（固定資産税等） + 資金調達コスト + 保険料（動産総合保険等） + 手数料（リース会社利益、管理コスト）

リース契約は金融色が強い契約であるが、銀行から融資を受ける場合と異なり、リース料は単純に金利で比較できない。これはリース会社によって動産総合保険保険のコストが異なるためで、金利が安いとしても必ずしもリース料が安くなるとは限らない。そこで、リース料水準の比較にはリース料率というものが利用されている。リース料率の算定式は以下のとおり。
- リース料率 = (月額リース料 ÷ 物件取得価額)

100万円の物件を月額リース料18,500円でリースした場合のリース料率は1.85%となる。

### リースのメリット・デメリット
リースメリットを記載した後、「但し」という形でデメリットを記載する。
1. 費用の平準化が可能費用の平準化が可能（計算条件はリンク先に記載）

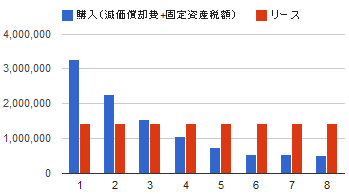
費用の平準化が可能（計算条件はリンク先に記載）

  - 物件を購入した場合の減価償却は主に定率法である為、物件導入当初の費用計上額が多くなるが、リースの場合毎年一定額である為、物件導入当初の費用計上額が少なくなり、黒字計上しやすくなる。リース期間を伸ばせば伸ばす程効果が大きくなる。右図で見れば、1年目～3年目までは購入した場合の費用計上額（青色）が大きいことがわかる。対してリースはリース期間満了の8年目まで一定の費用負担が続き、将来にわたっての費用負担額が分かりやすい。但し、逆に大幅に黒字計上できている企業の場合は、損金計上額が少なくなることで法人税を多く納付することになる為、購入して自社で減価償却した方が良い。
2. 早期の費用化が可能早期の費用化が可能（計算条件はリンク先に記載）

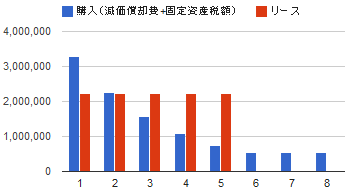
早期の費用化が可能（計算条件はリンク先に記載）

  - 上述の内容と反するようだが並立する。リースの場合耐用年数よりも短い期間でリース期間を組むことが出来る為、購入するより早く費用化が可能である。例えば右図のように、飲食店業用設備の耐用年数は8年である為、購入した場合は8年間かけて費用化する必要があるが、リースの場合最短5年で全額費用化が可能である（オペレーティング・リースの場合はさらに短くすることも可能）。但し、特別償却や税額控除等が可能な物件の場合、購入した場合の方が早期に費用化が出来ることがある。
3. 購入時のキャッシュアウトを抑えられる
  - 購入する場合、多額の現金を一括で支払う必要があるが、リースの場合はリース会社が代わりに購入する為、使用する借手企業側に購入時の資金負担はない。但し、リース料総額には必ず金利が乗る為、殆どの場合、最終的な支払総額はリースの方が高くなる（残価設定リース等、例外はある）ので、資金潤沢な企業の場合は購入した方が設備投資総額は安く済む。
4. 一定条件下でオフバランス処理が可能。
  - 新リース会計基準により、ファイナンス・リースに関して、大会社はオンバランス処理（リース資産として資産計上）する必要があるが、中小企業は以前通りオフバランス処理（資産計上しない）が可能である（中小企業の範囲は#会計上のリース処理を参照のこと。）。大企業であっても一取引3百万円以下の取引やオペレーティング・リースはオフバランス処理が可能。この為、航空機等をオペレーティング・リースで導入している航空会社の資産は、決算書上では実際に使用している資産よりも少なく見える為、少ない資産で効率よく経営しているように見せることが出来ている。但し、現在リース会計基準の変更が議論され将来的に日本でも導入される見込みのIFRSでは、オペレーティング・リースも含め全てオンバランス処理する方向で話が進められており、今後の動向を注視する必要がある。（リース#IFRS新リース会計基準についてを参照のこと。）
5. 事務省力化
  - 購入した場合にはしなければならない固定資産税の納付作業や動産総合保険料の支払、減価償却費の計算等、資産が多ければ多いほど煩雑になる事務作業を、リースにすることで簡便な作業にすることが可能になり、事務コストが下がる。但し、オンバランス処理が必要な企業の場合、事務作業が逆に煩雑になる場合がある。（#会計上のリース処理を参照のこと。）
6. 銀行の融資枠を温存できる
  - 銀行から融資を受けて設備投資をした場合と同じ効果をリースにより得ることが出来るが、リースは銀行の融資枠とは関係ない為、運転資金や他の設備投資用に銀行の融資枠を温存することが可能。但しリース会社は銀行から融資を受けて借手企業の為に物件を購入する為、リース料も含めた最終的な金利は借手企業が直接銀行から借りる場合より高くなる。

## 歴史

### 日本初のリース会社誕生
日本にリースと呼ばれるこの手法が上陸したのは高度経済成長期の1963年、日本リース・インターナショナル設立による。このころ日本は1950年代半ばから1973年のオイルショックまでとされる高度経済成長期にあり、企業は生産性向上や競争力強化のための設備近代化の必要に迫られていた。そのような中で、設備投資のための資金調達手段として、リースというものが米国からもたらされた。この『リース』に対する日本産業界からの期待の大きさは、日本で最初のリース会社である日本リース・インターナショナルの設立時のメンバーがそうそうたる面々であったことからも窺い知ることができる。
当時は、現在のように税務上も会計上も特に取り決めがなく、リース資産として貸借対照表上にも載らず、実質的に負債であるリース債務は賃貸借取引の為、有価証券報告書には掲載されず、同程度の借入を行って設備投資をするより遥かに決算書の見栄えが良くなる等、様々なメリットにささえられ、リース市場はリースに関する初めての規制である国税庁長官通達「リース取引に係る法人税及び所得税の取り扱いについて」(以下、「昭和53年リース通達」）が出されるまでの15年間で、リース取扱額が1兆円を超える大きな市場となった。

### 短期リース、レバレッジド・リース規制
リース業が発展するに従い商品にも工夫が凝らされるようになる。その中でも当時最も持てはやされたのが短期リースであった。これは高度経済成長期で大幅な利益を計上していた日本企業にとって非常にメリットのあるものであり、#概要でも述べたとおり、リースはリース期間を短くすることにより早期償却の効果が得られる。また、早期に費用化されるその全てにおいて当時は損金算入することが認められていた為、極端にリース期間を短くすることにより、超短期で費用化し損金処理することで大幅な節税メリットを享受することが可能であった。
しかし、リース業界が1978年に取扱高1兆円を超える大きな産業になり、この短期リースが税収に影響を与えるようになるにつれ、この巨額の節税効果は問題視されるようになる。そこで、この問題に対応するために国税庁により昭和53年リース通達がだされ、法定耐用年数の70％（耐用年数10年以上は60％）を下回る期間でリースを行った場合、現在の所有権移転リースと同様の処理を行わなければならなくなった。これにより極端な短期リースによる大幅な節税メリットの消滅が図られた。
昭和53年リース通達により、極端にリース期間が短い場合の課税上の問題点は少なくなった。これにより借手側の行き過ぎた節税行為は是正されたが、今度は新たなリースを利用した節税手段としてレバレッジド・リースが問題となる。簡単に述べるとレバレッジド・リースとは、リース会社の仲介により企業数社（投資家）が共同して100億円以上もする巨額の物件（主に航空機）を購入し借手企業（航空会社）にリースする。すると各投資家企業は少額の出資で大型の償却物件を所有したと同等の“償却”メリットが享受でき、大幅な節税ができるというもの。もちろん減価償却費だけでなく、リースすることによる利益も計上することになる為、普通にリースすれば節税どころか利益が増えて納税額が増える。そこで考えられたのが、リース期間を超長期にするというもの。この場合リース料収入よりも定率法で減価償却した減価償却費の方が遥かに多くなるため、節税メリットを享受できる。このレバレッジドリースによる節税で最も理想的なのはリース期間の前半に本業で多大な利益を上げている企業。逆に利益もないのにこのレバレッジドリースを利用すると無駄に費用がかさみ、節税効果がないどころか本業をも圧迫することになる。
当時はバブル真っ只中の時代であり、瞬く間に各社がこのレバレッジド・リースによる節税商品に飛びついた為、短期リースに続き再度税収に影響するようになり、リース期間が法定耐用年数の120%を超えるものの賃貸借処理を認めないとした昭和63年リース通達によって規制されることとなった。2008年の新リース会計基準実施にあわせて行われた税制改正により、現在は税法上のリース期間上限規定は撤廃されているが、これは2005年の税制改正においてレバレッジドリース損金処理額が制限され超長期のリースを行った場合のメリットが消滅していた為である。

### 三光汽船問題
税法上のリースに関する規定は「昭和53年リース通達」、「昭和63年リース通達」で一応整備され、これが現在の税法上の規定の元になっている。だが、昭和63年の時点でも、リース会計に関する規定はなく、財務諸表上ではリース取引をどのように記載するかのルールがない状況であった。当然のことながら、当時のリース取引は「実質、売買と変わらないリース取引」であろうが賃貸借処理であるし、企業が利用するリース資産がどれだけあるのかを貸借対照表に記載する必要もなかった。貸借対照表にリース資産保有額を記載する必要性も感じられていなかったとも言える。しかし、このリース資産保有額が貸借対照表に載っていないことの危険性（リース資産のオフバランス）を顕著にした事件が起こった。その事件とは、「三光汽船の倒産」である。
三光汽船はタンカーの運行などの海運事業を行っていた会社で、運営タンカー船腹量1,221万総トン、世界のタンカー船腹量の約4%をしめる世界最大のタンカー運航企業であった。しかし、2度の石油ショックや世界的な海運不況のなか、同社のタンカー事業は巨額の損失を計上するようになり、1983年の3月期には330億円の赤字となるなど、経営の危機に立たされていた。三光汽船は、同社が運行している250隻の内113隻がタンカーであり、このタンカー依存体質が巨額の赤字を生み出していたのである。そこで三光汽船はタンカーを売却し、かわりに新型の小型バラ積み貨物船125隻を商社とのリース契約によって大量投入、体質改善を行うという再建計画を発表した。しかし、1984年3月期には550億円、1985年3月期には700億円の赤字を出すなど、業績は悪化する一方であった。そして皮肉なことに、この時期になって完成した新造船の用船債務（リース料）が加わり、さらに経営は苦しくなっていったのである。
このような状況を受けて、三光汽船の主取引銀行である大和銀行、準主力の日本長期信用銀行、東海銀行は同社への追加融資に応じない方針を決定した。資金援助の望みを絶たれた三光汽船は1985年8月13日、神戸地裁に会社更生法適用を申請、5千億円にもなる多額の負債を抱えた歴史上最大規模（当時）の倒産となったのである。三光汽船は当時国務大臣であった河本敏夫が事実上のオーナーを務める企業であったことから、河本は三光汽船倒産の責任をとって国務大臣を辞任、三光汽船の倒産は政治にも影響を及ぼした事件であった。
上述の過程で三光汽船は倒産したわけであるが、これがなぜ「リース資産保有額が貸借対照表に乗っていない」ことの危険性を顕著にした事件だといえるのか。それは三光汽船が大量投入した小型バラ積み貨物船が、リースによって調達されたものであったからである。三光汽船が倒産したさい、帳簿上の負債総額は5千億円であったが、帳簿に載っていない用船（リース）料債務が5000億円にのぼっていた。この用船料債務は財務諸表には記載されていないため、一般の投資家が三光汽船に合計1兆円もの負債があることを知ったのは倒産した後だったのである。この、表面的な負債総額に匹敵するほどの、実質的な簿外債務の金額が大きかったことが大きな社会的問題として取り沙汰される。
（三光汽船問題に関しては、#参考記事の資料を元に編集。）

### 計算書類規則の改正
設備投資をするさいに資産をリースによって調達すると、所有権はリース会社にあるので、リースを利用する側の貸借対照表にはリース資産は記載されない。また、月々のリース料も支払った時点で費用として計上するだけであって負債ではない。もちろん経済的・実質的に賃貸借取引であるリース契約の場合は上述の内容は全く問題にならない。三光汽船の倒産で問題にされるようになったのは、法形式的には賃貸借取引であっても経済的・実質的には売買であるとみなされるようなファイナンス・リース取引の場合である。
このようなリースが、オフバランスの取引であるとして問題視されたのは大きく2つの点からであり、1つはリース契約による固定資産を使って生産活動を行った場合に実態以上に資産効率がよく見えてしまうという点。もう1点は、将来にわたって決められた期間リース料を払うことになる、つまり将来にわたって企業が背負っている負債にもかかわらず、貸借対照表のどこにも記載されていないという点。以上のような問題点は、三光汽船が倒産したときに出てきたものではなく、以前から存在していた問題であるが、実害がなかったため特に議論されていなかった。それが、三光汽船が帳簿上の負債5千億円と同額の簿外負債5千億円を抱えて倒産したことにより、リース契約に伴う将来債務が予想外の簿外リスクになるとして問題視されだしたのである。
政府は1988年8月、この問題に対応するために商法計算書類規則の改正を行い「リース契約により使用する重要な資産は、注記しなければならない。ただし、資産の部に計上するものはこの限りではない」という条文を追加した（89年1月施行）。しかし、あくまで注記であって、資産として貸借対照表上に数値として計上した例はなかった。計算書類規則の改正は注記を義務つけることによって、三光汽船のような多額の負債がある可能性を投資家が予測できない、という問題を一応は解決したが、リースを利用のあるなしで決算書上の業績の見栄えが変わってしまうという問題の解決には効果がなかった。概ねの問題が解決される2008年の新リース会計基準の実施まで、この後20年もの月日を要することになる。

### リース会計基準の作成
三光汽船の問題がきっかけとなって盛んになったオフバランス資産の問題に対する議論は、リース会計基準の作成への動きへとなっていった。1992年5月から企業会計審議会の第1部会および同小委員会での議論がはじまり、関係業界等からのヒアリング、論点の分析・整理を経て、1993年6月17日に「リース取引に係る会計基準に関する意見書」（リース会計基準）が公表された。このリース会計基準ではじめて、ファイナンス・リース取引とオペレーティング・リース取引が定義され、ファイナンス・リースの「ノンキャンセラブル」「フルペイアウト」の2要件も明記された。そして、ファイナンス・リース取引について「原則として通常の売買取引に準じて会計処理を行う」との規定が設けられた。つまり、ファイナンス・リースで調達した資産は貸借対照表に計上しなければならず、リース債務も負債として貸借対照表上計上することになる。
しかし、このリース会計基準では売買処理だけでなく例外処理として賃貸借処理を行うことも認めていた。「ファイナンス・リースのうち、リース契約上の諸条件に照らしてリース物件の所有権が貸し手に移転すると認められるもの以外の取引については通常の賃貸借取引に準じて会計処理を行うことができる」とし、リース物件の所有権が移転していることが明確に確認できる場合を除き、ファイナンス・リース取引であってもその取引に関する資産や負債の貸借対照表への計上を必ずしも強制しないこととし、通常の賃貸借処理を行うことを許容していた。ただ、このままではリース会計基準を作成した意味が薄れる為、賃貸借処理を行う場合には「1,リース物件の取得価額、減価償却累計額及び期末残高」「2,未経過リース料期末残高相当額」「3,当期の受取リース料、減価償却費及び受取利息相当額」「4,利益相当額の算定方法」、の事項を財務諸表に注記することを義務づけ、ファイナンス・リース取引の内容を可視化するような定義がなされた。

### 新リース会計基準と今後
1993年にリース会計基準が作成され、そこで決められた内容は個別財務諸表については1996年から、連結財務諸表については1998年から完全実施された。しかし、2003年にリース事業協会が調査した結果では、所有権移転外ファイナンス・リース取引で賃貸借処理を行っている企業は1051社中99.7％にあたる1048社と、ほぼすべての企業が賃貸借処理を行っていた。このような実情から、「自社で資産を買うのと経済実態は変わらない」（中央青山監査法人の加藤厚代代表社員）にもかかわらず、注記をすることでリース資産を貸借対照表に計上せずに内容をスリムに見せることが許容されている、現行のリース会計基準は見直すべきなのではないかという意見が起こってくるようになった。また、欧米では例外処理であってもファイナンス・リース取引を賃貸借処理できるような規定はなく、国際的な基準に合わせるという意味でも、この例外処理規程を削除するべきなのではないかという議論が活発になったのである。リース業界の猛反発により議論は遅々として進まなかったが、企業会計基準委員会（ASBJ）はリース会計基準専門委員会を設置し、2002年8月からリース会計基準の見直しについて議論を始め、2004年3月に一度議論を中断したものの、2005年12月に議論を再開し2006年7月のリース会計基準見直しの試案を公表を経て、2008年4月からの新リース会計基準の実施にこぎつけている。（現在のリース会計基準については、#会計上のリース、リース取引に関する会計基準を参照のこと。）
2011年3月現在ではIFRSの導入検討に伴い、リース会計の見直しが再度検討されており、オペレーティング・リースも含めて全てオンバランス化する案が検討され、リースメリットが更に薄れることになることから、産業界では警戒感が広がっている。（現在検討されている最新リース会計基準については、リース#IFRS新リース会計基準についてを参照のこと。）

### 年表
| 年     | 出来事 |
| ------ | --- |
| 1963年 | 日本で最初のリース会社、日本リース・インターナショナル設立。 |
| 1969年 | リース事業協会設立。 |
| 1978年 | リース取扱高が1兆円を超える。 |
| 1978年 | 昭和53年通達が出され、ユーザー側の課税上の問題に対処。 |
| 1985年 | このころからリース資産がオフバランスである点が問題視される。 |
| 1987年 | リース取扱高が5兆円を超える。 |
| 1988年 | 計算書類規則改正で、リース物件の注記を義務づけ。 |
| 1988年 | 税務通達によりリース期間の上限が設定される（昭和63年通達） |
| 1991年 | リース取扱高が8兆8千億円となり、過去最高額を記録。 |
| 1993年 | リース会計基準の公表。ファイナンス・リースは原則売買処理の方針。 |
| 1998年 | 税法改正により、法人税施行令にリース取引の規定がもうけられ、法制化。内容は53年通達、63年通達の内容を踏襲。                                                                                                   |
| 2008年 | 新リース会計基準が開始。賃貸借処理（オフバランス取引）が認められなくなり、売買取引（オンバランス取引）に処理が一本化（ただし、取引金額や企業規模によりいくつかの例外が設けられている）。合わせて税制も改正。 |

## 会計上のリース
会計上の定義は、企業会計基準委員会によるリース取引に関する会計基準及び同注解・同意見書によって定められており、リース取引とは「特定の物件の所有者たる貸手（レッサー）が、当該物件の借手（レッシー）に対し、合意された期間にわたりこれを使用収益する権利を与え、借手は合意された使用料を貸手に支払う取引をいう」とされている。つまり、基準は、経済的実態がリース取引であるかどうかのみを問題にしており、取引の名称がリースというかどうかは関係ない。貸手があり、借手がおり、特定の物件についての合意された契約があるということが会計基準の示すリースの本質であるから、身近な例で言えば、事務所の賃貸、社用車のごく短期間のレンタルなども、上の定義を満たしているため、リース取引に含まれることになる。
会計基準であるが、近年国際財務報告基準(以下IFRS）の導入が世界中で急速に広がっており、2005年には欧州の多数の国々で強制適用された他、ロシア、中国、ブラジル等広く世界で採用されている。米国会計基準、日本会計基準も共にこのIFRSと基準を合わせることになっており、米国では2014年、日本では2015年の強制適用に向けて協議が行われている。このIFRSにおけるリースの定義は、2008年から実施されている日本の新リース会計基準と近いものとなっており、IFRSではファイナンス・リースの解約不能期間の長さやリース料総額の現在価値に関する数値基準が設けられていないことを除けば、日本基準とIFRSの間に大きな基準差はない。
但し、現在IFRS IAS No.17（リース）の見直し変更協議が行われており、将来的にIFRSと基準を統一する日本基準に関しても、変更後のIFRS IAS No.17（リース）の内容が踏襲される見込みであることから、今後の動向に注意が必要である。（現在検討されている最新リース会計基準については、リース#IFRS新リース会計基準についてを参照のこと。）
以下では、現行の2008年リース会計基準に基づく分類を記述していく。

### ファイナンス・リース

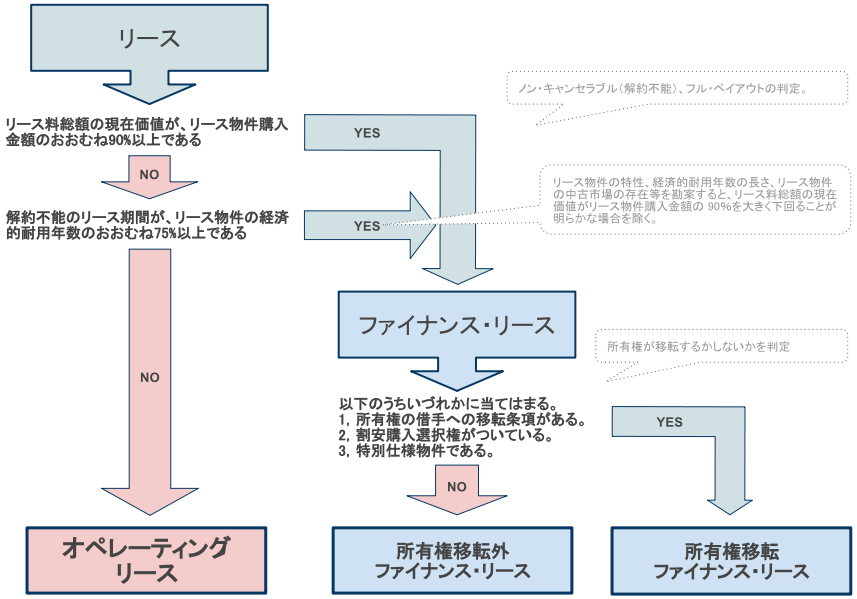
フローチャート（2008年リース会計基準）

会計上のファイナンス・リースは、ノン・キャンセラブル（解約不能）とフル・ペイアウト（物件から得られるすべての利益を得ると共に、物件に係るコストをすべて支払う）という2つの条件が同居する契約であるとされている。
ノン・キャンセラブルは文字通り中途解約が禁止されている契約のことであり、#概要で述べたとおり、中途解約禁止条項がない場合でも、事実上途中解約が不可能な場合も含まれる。フル・ペイアウトの判定条件は2通りあり、いずれかを満たす場合ファイナンス・リースとされる。
1. リース料総額の現在価値が、リース物件購入金額のおおむね90%以上であること
2. 解約不能のリース期間が、リース物件の経済的耐用年数のおおむね75%以上であること
  - 但し、リース物件の特性・経済的耐用年数の長さ・リース物件の中古市場の存在等を鑑みて、リース料総額の現在価値がリース物件購入金額の90％を大きく下回ることが明らかな場合はこの基準は適用されない。

また、ファイナンス・リースはさらに2種類に分けられ、以下の条件の内、いずれかに当てはまる場合は所有権移転ファイナンス・リース、当てはまらない場合は所有権移転外ファイナンス・リースとなる。
1. リース物件の所有権が借手に移転する条項があること
2. 割安購入選択権がついており、その利用が確実と認められること
3. 特別仕様物件であり、その耐用年数にわたり借手以外の者が利用することはないと認められること

### オペレーティング・リース
会計上のオペレーティング・リースとは、ファイナンス・リース以外のリース取引のことを言う。

### 会計上のリース処理
会計上のリース処理は基本的に「リース取引に関する会計基準の適用指針」を元に行う。しかし、以下の条件に当てはまらない企業において「中小企業の会計に関する指針」を選択することができる。
- 金融商品取引法の適用を受ける株式会社[20]並びにその子会社、関連会社。
- 会計監査人設置会社[21]及びその子会社

主な違いは通常売買処理となる所有権移転外ファイナンス・リースが、「中小企業の会計に関する指針」では賃貸借処理が認められている点。特に注釈のない場合この項目では「リース取引に関する会計基準の適用指針」を元にした会計処理について述べる。

#### 所有権移転ファイナンス・リース
売買処理を行う。リース資産・債務の貸借対照表計上額は後述の所有権移転外ファイナンス・リースにおける原則処理に同じ。所有権移転外ファイナンス・リースのように簡便処理は認められていない。リース資産の減価償却についてはリース期間定額法は認められず、通常その資産を購入した場合の減価償却方法によって行う。また、以下の場合は賃貸借処理が認められる。
- リース物件が少額資産
- リース期間が1年以内

#### 所有権移転外ファイナンス・リース
売買処理を行うが、以下の場合は賃貸借処理が認められる。
- リース物件が少額資産
- リース期間が1年以内
- 1件あたりのリース料総額が300万円以下[26]

売買処理を行う場合、まずリース比率を求める。以下の計算式で求められるリース比率が10％以上の場合は原則処理を、それ以外の場合は簡便処理が認められている。いずれの方法の場合もリース資産・リース債務を貸借対照表上に計上し、リース資産はリース期間を耐用年数として減価償却を行い、リース債務はリース料の支払いにより返済するものとして処理する。リース資産の会計上の減価償却方法は自由に選択できるが、税務上の減価償却方法がリース期間定額法（減価償却費＝リース資産金額÷リース期間）のみとなっており、申告調整の手間を省く意味でもリース期間定額法が一般的。
- リース比率 ＝ 未経過リース料期末残高 ÷ （有形固定資産期末残高＋無形固定資産期末残高＋未経過リース料期末残高）

原則処理リース資産・リース債務の額は、リース料総額の現在価値とリース会社の物件購入価額のいずれか少ない金額。支払リース料は元本相当額部分と利息相当額部分に分解して処理し、元本相当額部分をリース債務の返済額として、利息相当額部分を支払利息として処理する。元本相当額と利息相当額の区別は元利均等返済方式によって計算する為、利息額が毎月異なり、非常に手間がかかる。
簡便処理1リース資産・リース債務はリース料総額。現在価値にする必要もない。支払リース料の分解も必要なく、支払リース料＝リース債務返済額。但し、利息部分もリース資産に含める為、減価償却額が増える。
簡便処理2リース資産・リース債務は原則処理と同じ。支払リース料は元本相当額部分と利息相当額部分に分解して処理するが、原則処理と異なり利息相当額部分は一定となる為、計算の手間がかからない。

#### オペレーティング・リース
賃貸借処理を行うが、解約不能のリース期間に関する未経過リース料の注記を行う必要がある。

## 税法上のリース

### 税法上のリース＝会計上のファイナンス・リース
法人税法のリース取引の定義も、会計上のリースの定義とほぼ同義で、資産の賃貸借でノン・キャンセラブル（解約不能）とフル・ペイアウトの要件を満たすものとなる。このフル・ペイアウトの判定基準を法人税法施行令では「リース料総額が物件取得価額の90％以上であること」となっており、一見会計上のリースと完全な同一に見えるが、法人税法上ではリース料総額は現在価値にする必要はない。また、物件取得価額には資産を事業の用に供するために要する費用の額を含む。
また、法人税法上ではリースの定義は上述の会計上のファイナンス・リースにほぼ同義のもののみを指し、会計上のオペレーティング・リースにあたるものについての定義はない。

### 所有権移転リース

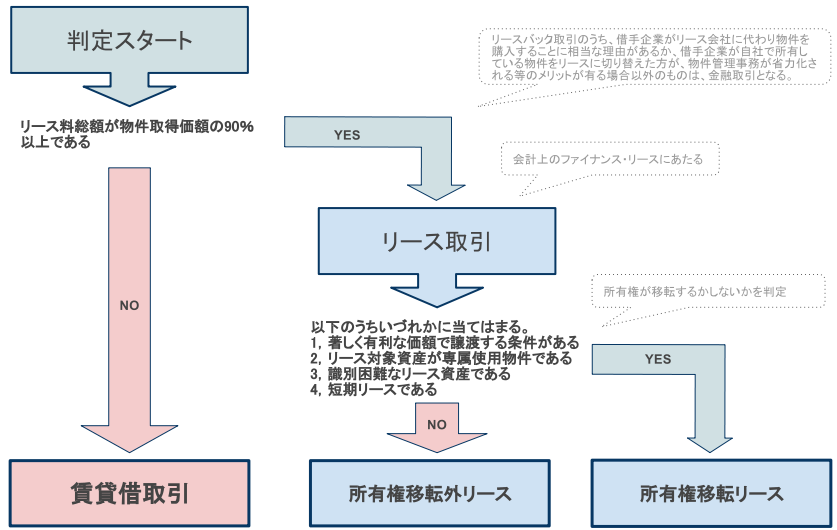
税法上のリースフローチャート

税法上の所有権移転リースとは、法人税法基本通達によれば以下に該当するものである。
1,著しく有利な価額で譲渡する条件のついているもの耐用年数を基礎として定率法により計算するものとした場合におけるその購入時の未償却残額に相当する金額（当該未償却残額が当該リース資産の取得価額の5％相当額を下回る場合には、当該5％相当額）以下の条件であれば、著しく有利な価額とみなされる。
2,リース対象資産が専属使用物件の場合建物、建物附属設備又は構築物（容易に移設が可能なものや、容易に移設可能でなくてもリースに返還されることが明らかなものを除く）や機械装置の場合は借手企業専用に製造された物で容易に他者が使用できない物は所有権移転リースになる。
但し、以下のものについてはこの定義に含まれない。
- 一般に配付されているカタログに示された仕様に基づき製作されたもの
- 主要部ではなく附属部分のみが特別仕様であるもの
- 全体的に特別仕様だが軽微な改造により容易に同業者等において実際に使用することができるもの
- リース期間が耐用年数×80％以上であるもの

3,識別困難なリース資産どれがリース物件でどれが自社所有物件か管理できなくなるような物は所有権移転リースになる。例えば、大量のシーツや布団、制服など。但し、タグ付けする等して個別に識別出来ればこの定義に含まれない。
4,短期リース耐用年数10年以上の物件は耐用年数×0.6年、耐用年数が10年未満の物件は耐用年数×0.7年を下回る期間のリースは所有権移転リースとなる。例えば耐用年数10年の物件ならリース期間は6年未満、耐用年数5年の物件なら3年未満（3.5になるが端数は切捨）。1契約の中に耐用年数の異なる物件が複数ある際の計算方法は「#1契約中の物件耐用年数がそれぞれ異なる場合」を参照のこと。また、2008年の新リース会計基準適用に合わせて税制が改正される前は、”借手企業が各事業年度に支払うリース料のうち適正リース料の額を超える部分の金額を前払費用として処理した場合には、この短期リースの条件に当てはめない”との例外規定があったが、現在この例外規定は削除されている。

### 所有権移転外リース
税法上のリース取引のうち、所有権移転リースに該当しないものをいう。

### 税務上のリース処理
税務上リースは（＝会計上ファイナンス・リース）、オフバランス・オンバランスに関係なくすべて売買処理を行う。税務上リースでない賃貸借取引（＝会計上オペレーティング・リース）は賃貸借処理を行う。また、#会計上のリース処理の部分でリース料のうち支払利息相当額として処理した部分は損金として認められる。

#### 所有権移転リース
企業が通常購入した場合と同様に耐用年数を元に減価償却を行い、その額を損金処理する。

#### 所有権移転外リース
リース会計上オンバランス処理をした場合、資産に計上するリース資産をリース期間定額法（リース資産取得価額÷リース期間＝減価償却費）にて減価償却を実施するが、税法上この減価償却費が損金となる。またリース会計上オフバランス処理をし賃貸借処理をしている場合は、会計上減価償却処理は発生しないが、税法上は売買処理となる為、リース料を減価償却費とみなして損金処理することになる。

## 商品としてのリース
ここではリースの商品としての種類を記述する。以下記述する商品区分はすべてファイナンス・リースもしくはオペレーティング・リースのいずれかに属する。

### ファイナンスリース
最も一般的なリース形態。リース料の総支払額には物件金額、対象物件固定資産税、動産総合保険料、リース会社の利益が含まれている。

### オペレーティングリース
主に、残価を設定することでフルペイアウトの条件に当てはまらないようにしてあるか、中途解約時の違約金条項がなくノン・キャンセラブルの条件に当てはまらないようにすることで、ファイナンス・リースの定義に当てはまらなくなっているリース契約。残価設定は中古市場での価値によるところが大きい為、1年や2年ごとに最新の情報機器を導入する必要性のある企業や、比較的年数が経っても中古価値の高い工作機械等で利用される。ただ設備が企業の中核事業の用に供するものであったり、残価設定が適当であると認められない場合に、監査法人によってオペレーティング・リースが認められない場合もある。

### セール＆リースバック（リースバック）
リース会社が借り手企業から物件を買取り、それを借り手企業に貸すリース契約。税務上リース取引として認定されるには後述のとおり一定の条件を満たす必要があり、資金調達目的の場合はこの条件を満たせない。その為、資金調達目的で利用する場合は税務上金融取引として処理（リース会社への売却金額は借入金として扱う）される。金融取引で処理する場合にはリースメリットの恩恵は受けられないが、所有物件の残存簿価から調達可能資金額を容易に想定できる為、資金調達手段の一つとして考えることができる。
- リースとして認められるリースバック取引[36]
  - 借手企業がリース会社に代わり物件を購入することに相当な理由がある場合
    1. 多種類の物件を導入する必要があるため、借手企業が物件を購入した方が事務効率化が図られる
    2. 輸入機器などのように通関事務等に専門的知識が必要
    3. 既往の取引状況から鑑み、借手企業が物件を購入した方が安く購入できる場合

  - 借手企業が自社で所有している物件をリースに切り替えた方が、物件管理事務が省力化される等のメリットが有る場合

上述の条件に当てはまらず、リースとして認められない場合は税務上金融取引として取り扱うことになり、借手企業がリース会社に物件を売却して得た金額を借入金として処理することになる。だがリース会計上は「一定期間を定め一定の料金で賃貸借する取引＝リース」とされているため、会計処理はリース会計基準に沿った処理をすることになる。この為、会計上の減価償却はリース契約によるリース期間を元に行うことになるが、税務上は売買が無かったものとして取り扱われる為、もともと行っていた減価償却を引き続き行ったとして処理する。

### ベンダーリース
クイックリースと呼ばれる。通常、新規リース審査は借手企業決算書数期分のリース会社への提出や、リース会社によるヒアリングが必要な上、契約の際も登記簿謄本・印鑑証明書の提出等多くの手順を踏む必要があるが、ベンダーリースの場合はこれらの手順を省き審査期間も1日～数日程度と短期間で済むものが多い。リース会社側が簡易審査で済ます為、リース会社にとってはリスクが高く、その分リース料が高くなる傾向がある。ベンダーリースの名の通り、設備ベンダーが窓口となる場合が多い。

### 購入選択権付リース
リース会社と借手企業がリース契約時に予め、リース満了後の買取金額を決めて契約を行うもの。借手企業は、借りていたリース物件をリース満了後に買い取ることができる。リース物件の買取金額は、物件の残存簿価以上且つ物件価格の5%以上であれば所有権移転外ファイナンス・リースが認められ、会計上賃貸借処理が可能。買取金額分を省いてリース料を算出する為、月々のリース料は通常リース契約よりも安くなる。但し、絶対に減らない「元本＝買取価格」を最後まで残すことになる為、金利がかかる元本部分が通常リースの場合よりも多くなり、結果リース料の総支払額は高くなる。

### 不動産リース
その名のとおり不動産（土地・建物）をリースする商品。リース会社が地主と事業用定期借地権契約を結び、その土地の上に借手企業が希望する建物を建築した後リースをする方式を基本として各社様々なスキームがあるが、いずれも事業用定期借地権をからませた契約となる。不動産リースは後述のとおり、メリットを享受するには会計上オペレーティング・リースでオフバランス処理、且つ税務上賃貸借処理とするスキームを組む必要がある。
土地所有権移転条項・割安購入選択権条項が無い限り、オペレーティング・リースとなる。これは土地の経済的耐用年数が無限と考えられる為であり、ファイナンス・リース基準である「解約不能のリース期間が、リース物件の経済的耐用年数のおおむね75%以上」を満たすことが不可能であることによる。オペレーティング・リースの為、税務上賃貸借処理となる。
建物税務上建物は所有権移転リースとなる為、通常購入した場合と同じ税務処理を行う。しかし、事業用定期借地権設定契約を結んだ土地の上に建物を建造した場合、建物の所有権移転リースの例外規定である「リース期間終了後に返却が明らかなもの」に該当するとされ、所有権移転外リースとなり得る。ただ、所有権移転外リースとなっても、建物は法人税法上定率法での減価償却が認められていない為、税務上のメリットは薄い。会計上ファイナンス・リースかオペレーティング・リースの判定は動産と同じ基準で行う。オペレーティング・リースの場合はオフバランスメリットがあるが、ファイナンス・リースの場合はオンバランス処理となり、税務上のメリットも薄いことからあまり不動産リースのメリットはない。

### ソフトウェアリース
ソフトウェアは2000年度税制改正において税法上の取扱いが、繰延資産から減価償却資産（無形固定資産）へと変更されており、取扱いについては他の減価償却資産と同様に考えることとなる。物件の専用性や識別性、リース会社への返却の証明等問題となる点が多いものの、別途国税庁から「ソフトウエア・リース取引に係る税務上の取扱いに関する質疑応答」にて取り扱いについて述べられており、パソコンリース等の際にソフトウェアが含まれていたとしても問題なくリースを利用することができる。
ソフトウェアのリースは他の物件と異なり、リース会社が物件販売会社から所有権を得て借手企業がにリースするという考え方ではなく、税法上”ソフトウエア使用権設定契約に基づき使用権を購入し、そのソフトウエア使用権をリース契約に基づき借手企業に再許諾する賃貸借取引”と認識され、契約書も通常のリース契約書とは異なる書面のものを利用する。また、ソフトウェアの返却は借手企業が”リースソフトウエアの使用を終了する旨を記載した書面（契約終了通知書）をリース会社に対して交付することにより返還・廃棄を行い、リース会社は、原則として、ユーザーから受領した「契約終了通知書」の写しをメーカー等に送付するもの”と定められている。
無形固定資産であるソフトウェアはリースでなく購入した場合、耐用年数5年、残存価額ゼロ、定額法での減価償却を行う。また、無形固定資産である為、固定資産税の申告も必要ない。またソフトウェアは少額資産として取り扱える金額のものが多いことや、ソフトウェア単体のリース期間設定はソフトウェアの耐用年数以上とされていることからも、ソフトウェア単体のリースメリット自体は少ない。

### カーリース／オートリース
車をリースする商品。詳しくはカーリースを参照のこと。

## 具体的なリース利用手順
- ウィキペ商事が機械をリースで導入するとする。
  - リースを利用して設備を導入する企業・・・ウィキペ商事
  - ウィキペ商事が導入する機械を販売する企業・・・機械メーカー
  - リース会社・・・リース会社

1,導入予定機械の見積作成を依頼。機械メーカーに対し、ウィキペ商事は通常購入する場合と同じように、買った場合にいくらになるのかの見積作成を依頼する。リース料の算定ではなく、あくまで物件購入価格。この金額を元にして後ほどリース会社が物件を購入することになる。この時点では機械メーカーに対し、リースにするのかウィキペ商事で購入するのかは伝える必要はない。
2,リース見積作成を依頼機械メーカーから入手した物件見積書をリース会社に提出し、希望リース期間、物件使用用途、想定使用年数等を伝え、リース会社に見積作成を依頼する。物件購入見積書の段階で機械メーカーが提携リース会社に頼んでリース見積も提出してくる場合があるが、（非上場企業の場合）ウィキペ商事の財務内容を知らずに作成するリース見積はリスク料が上乗せされ高額になる（#ベンダーリース参照）。普段より直接、総合リース会社と付き合いをもち、ウィキペ商事のことを分かってくれているリース会社に見積作成を依頼した方が良い。
3,リース契約を締結リース見積書を入手し金額に問題がなく、導入方針も購入ではなくリースと決定すれば、リース会社と契約を交わすことになる。リース契約書に捺印をし日付も記入するが、この時点ではリースは開始せず、リース料の支払いもない。機械メーカーにはこの時点でリースになった旨を伝え、納品日や細かい仕様について打ち合わせをする。また、リース会社に物件保守能力は無い為（オートリースによく見られるメンテナンスリースを除く）、保守契約はウィキペ商事と機械メーカー間で別途契約する必要がある。
4,リース会社が機械メーカーに機械を発注あくまで機械を買うのはリース会社。売買契約や物件代金の支払日等の打ち合わせ等金銭的事務手続きはリース会社と機械メーカー間でとり行う。リース契約書締結前に発注を行う場合があるが、その場合リース会社は「ウィキペ商事とのリース契約締結がなくなった場合に機械メーカーとの売買契約を取り消す」旨の条項を発注書に記載する為、機械メーカー側は注意が必要。
5,物件納品既出のとおり納品に関する打ち合わせは購入する場合と同じようにウィキペ商事と機械メーカーの間で行い、それに基づき納品が行われる。
6,検収後ウィキペ商事がリース会社に物件借受証を提出納品後、事業の用に供せると判断した時点で検収をあげ、物件借受証に捺印しリース会社に提出することになる。物件借受証に記入する検収日付からリース開始となり、リース料支払開始日も決定する為、重要な手順。
7,リース料を支払い、機械を使用機械の点検・管理はウィキペ商事が行う。万が一故障した場合、修理はウィキペ商事の負担で行う必要があるが、故意による破損等の一定条件以外の場合であれば（通常リース料は動産総合保険料が含まれる為）、保険会社から保険金を受け取ることが出来る。動産総合保険の内容はリース会社毎に異なるため、条件の良い＆悪いはよく確認したほうが良い。
8,ウィキペ商事はリース期間満了時に、再リース or リース終了 をリース会社に伝える。再リースであれば、7と8を繰り返す。リース終了であれば、物件引き上げの相談をリース会社とする。リース会社への返却にかかるコストはウィキペ商事が負担する（リース料には含まれない）。リース物件はリース会社の所有物の為、間違っても勝手に処分してはいけない。
以上が通常のリースの流れである。
また、納品から検収までの期間はパソコン等のすぐに使用開始できるものは同時にできるが、生産機械等の中には納品から検収までに時間をかけざるをえないものもある。物件借受証をリース会社に提出してしまえば、リース料の支払義務が生じ、後々になって不完全な機械であることがわかったとしても、リース料を支払い続けなければならない為、検収作業は慎重にすべきだが、この場合、動産総合保険の適用はあくまで検収後（物件借受証提出後）であることから、工場火災などで検収前に物件が破損・全損した場合に保険金が受け取れず、ウィキペ商事負担により多大な修理費用を支払うことになる。その点も注意し可能なかぎり速やかに検収作業を行うことが重要。

## 補足事項

### 学校法人会計におけるリースの取扱い
学校法人会計におけるリースの取扱いに関しては、2008年9月に文部科学省高等教育局私学部参事官名で通知が出ており、その中で会計処理について示されている。内容はリース取引に関する会計基準と同じものとなっており、ファイナンス・リースは基本的に売買処理オンバランス化となっている。適用は一般企業が適用された2008年4月の1年後にあたる2009年4月からである。

### 1契約中の物件耐用年数がそれぞれ異なる場合
既出の通り、税法上#所有権移転リースの判定基準の一つに”短期リース”というものがある。耐用年数4年の物件だけの契約、耐用年数10年の物件だけの契約等であれば、それぞれの耐用年数をもとに計算し短期リースの判定を行えばよいが、1契約の中に耐用年数が4年のものや10年のものが混じっている場合、そのリース契約物件全体としての耐用年数を求めた後、リース期間の判定をする必要がある。具体的な計算式は以下のようになる。
物件全体の耐用年数（端数切捨） ＝ リース料総額 ÷ （物件Aの耐用年数1年あたりリース料 ＋ 物件Bの耐用年数1年あたりリース料）
| リース資産 | 甲,リース料総額 | 乙,耐用年数 | 1年あたりのリース料（甲÷乙） |
| ---------- | --------------- | ----------- | ---------------------------- |
| A          | 100,000         | 5年         | 20,000                       |
| B          | 600,000         | 10年        | 60,000                       |
| C          | 200,000         | 4年         | 50,000                       |
| 合計       | 900,000         |             | 130,000                      |

この場合リース料総額は900,000、物件の1年あたりリース料の合計は130,000、となる為、900,000÷130,000＝6.9年。端数は切り捨てとなる為、この契約の判定耐用年数は6年となる。ここから短期リースの判定の為に6年×0.7＝4.2年、これも端数切捨てとなる為、4年以上であれば短期リースと判定されないということになる。

### レンタルとの違い
類似する言葉に「レンタル」というものがある。なお、リース会計基準においては、レンタルはリース取引そのものに他ならないとされているが、これは「一定期間を定め一定の料金で賃貸借する取引＝リース」と定義している同会計基準冒頭の文章をみれば当然である。税法上は会計上オペレーティング・リースに相当するレンタルについての定義はない為、リースではなく通常の賃貸借取引とされる。定義上は類似した両者であるが、双方の経済的実情は全く異なる賃貸システムであり、混同せず理解することが必要である。
以下に違いの例を挙げる。
- リースはリース会社が借手企業の為に新たに物件[53]を購入する為、物件選択は借手企業が自由に行える。しかし、レンタルの場合はレンタル会社が既に所有している在庫の中から物件を賃貸するシステムの為、借手企業は在庫の中から借りる物件を選択する必要があり、在庫切れになっている場合はその物件は借りることが出来ない。
- リースは比較的長期使用を前提にしたシステムであり、リース[54]には解約不能条件があるのに対し、レンタルは短期使用が前提であり解約も自由である。レンタルは返却された物件を更に多数の会社に貸し出しコストを回収するが、リースは1社からコストを回収する（フル・ペイアウト）ビジネモデルである。

### 所有権移転ファイナンス・リースと割賦販売との違い
どちらも支払い方法が分割払いであり、最終的に所有権が支払者に帰属（移転）する点など、経済実態からみても多くの類似点があるが、取引の性格等が異なる。なお、リース取引に関する会計基準では、所有権移転ファイナンス・リース取引と割賦との類似点と相違点を示した上で、どちらの会計処理を適用するかは、取引の実態をふまえた上で各企業の判断に委ねるスタンスをとっている。
- 割賦販売の場合、頭金として数ヶ月分を前払いするケースが多い（ただし、リース契約の場合も初回にリース料を前払いするケースがある）。
- 割賦販売の場合、販売信用の一形態とみなされるのに対して、所有権移転ファイナンス・リース取引の場合、リース物品の貸し出しに加えてリース会社によるアフターサービス等が充実しており、金融取引以外のサービス要素を含む複合的な性格を有する取引である。

### 主なリース対象物
基本的にリースに出来ないものはないが、不動産リースには借手企業の相当レベルの高い信用能力が必要である為、一般的には消耗品を除く動産全般と理解される。
- 情報通信機器（コンピュータやプリンタ、サーバ、複写機などの情報機器、通信機器）
- 家具（机、ロッカー、売り場の陳列棚などの什器）
- 工場などの生産設備（工作機械、印刷機械、射出成型機）、建設機械
- 自動車、船舶、航空機、鉄道車両、フォークリフトなどの輸送機械

## 主なリース会社
公益社団法人リース事業協会正会員のみを記載。資本関係は各社ウェブサイト、有価証券報告書等にて独自に確認したもの（2024年10月）。

### 独立系
- オリックス
  - グループ - 筑波リース（筑波銀行5％出資）、ニッセイ・リース（日本生命保険相互会社70%出資）
- 滋賀コープサービス
- 総合メディカル

### 商社・金融融合系
- 東京センチュリー（伊藤忠商事、みずほフィナンシャルグループ）
  - グループ - NTT・TCリース（NTTファイナンス及び日本電信電話で50%保有。NTTファイナンスのリース事業を2020年7月に承継[57])、NX・TCリース＆ファイナンス（NIPPON EXPRESSホールディングス49％出資）、FLCS（富士通20％出資）
  - 資本参加している地銀系リース会社 - FFGリース（ふくおかフィナンシャルグループ系）、オーシャンリース（高知銀行系）
- 三井住友ファイナンス&リース（住友商事、三井住友フィナンシャルグループ）
  - グループ - SFIリーシング（ソニーグループ34%出資）
  - 資本参加している地銀系リース会社 - 秋田グランドリース（秋田銀行系）、北国総合リース（北國銀行系）
- JA三井リース（三井物産、JA）
  - グループ - 日本包装リース

### 銀行系
- 三菱HCキャピタル（三菱UFJフィナンシャル・グループ、三菱商事）
  - グループ - 日医リース、三菱HCビジネスリース、三菱電機フィナンシャルソリューションズ（三菱電機45％出資）
  - 資本参加している地銀系リース会社 - 北海道リース（北海道銀行系）
- 東銀リース（三菱UFJフィナンシャル・グループ、農林中央金庫、東京センチュリー）
- 芙蓉総合リース（みずほフィナンシャルグループ）
  - 資本参加している地銀系リース会社 - 四銀総合リース（四国銀行系）、千葉総合リース（千葉興業銀行系）
- みずほリース（みずほフィナンシャルグループ）
  - グループ - みずほ東芝リース（東芝10%出資）、みずほ丸紅リース（丸紅50％出資）、リコーリース（リコー33.67％出資）
- りそなリース（りそなホールディングス）
- 昭和リース（SBI新生銀行）
- NECキャピタルソリューション（SBI新生銀行）
- 三井住友トラスト・パナソニックファイナンス（三井住友信託銀行）
- 愛銀リース（あいちフィナンシャルグループ）
- あおぎんリース（青森銀行）
- 阿波銀リース（阿波銀行）
- いよぎんリース（いよぎんホールディングス）
- いわぎんリース（岩手銀行）
- 大分リース（大分銀行）
- おきぎんリース（おきなわフィナンシャルグループ）
- 鹿児島リース（鹿児島銀行）
- 九州リースサービス（西日本フィナンシャルホールディングス）
- 共友リース（大垣共立銀行）
- きらやかリース（きらやか銀行）
- ぐんぎんリース（群馬銀行）
- ごうぎんリース（山陰合同銀行）
- 佐銀リース（佐賀銀行）
- 静銀リース（しずおかフィナンシャルグループ）
- 七十七リース（七十七銀行）
- 十六リース（十六フィナンシャルグループ）
- 商工中金リース（商工組合中央金庫）
- しんきん総合リース（岐阜信用金庫、高山信用金庫、八幡信用金庫）
- 積水リース（京都フィナンシャルグループ）
- 第四北越リース（第四北越フィナンシャルグループ）
- ちくぎんリース（筑邦銀行）
- ちばぎんリース（千葉銀行）
- 東京きらぼしリース（東京きらぼしフィナンシャルグループ）
- 東邦リース（東邦銀行）
- トマトリース（トマト銀行）
- ながぎんリース（八十二銀行）
- 名古屋リース（名古屋銀行）
- 八十二リース（八十二銀行）
- 浜銀ファイナンス（横浜銀行）
- 肥銀リース（肥後銀行）
- ひめぎんリース（愛媛銀行）
- 百十四リース（百十四銀行）
- ひろぎんリース（ひろぎんホールディングス）
- 宮銀リース（宮崎銀行）
- めぶきリース（めぶきフィナンシャルグループ）
- 山銀リース（山形銀行）
- 山梨中銀リース（山梨中央銀行）
- 琉球リース（琉球銀行）

### 企業系
- エヌディーリース・システム（日本道路）
- ACSリース（イオンフィナンシャルサービス）
- 鹿島リース（鹿島建設）
- ジェックビジネス（JECC）
- 大和リース（大和ハウス工業）
- 東京ガスリース（東京ガス）
- 中道リース（中道機械）

## 各社業績等

### 上位5社売上高（2019年3月期）
| 1 三井住友ファイナンス&リース | 1,502,378 |  |
| 2 東京センチュリー            | 1,067,612 |  |
| 3 三菱HCキャピタル            | 864,224   |  |
| 4 芙蓉総合リース              | 618,119   |  |
| 5 JA三井リース                | 452,376   |  |

※各社有価証券報告書及びホームページを元に作成（単位：百万円、2019年3月期）。オリックスは米国会計基準の為、正確な比較ができないことから除外（参考：2019年3月期オリックス株式会社営業収益2,434,864百万円）。

### リース業界再編年表（主要5社）
| 先発3社 （1963年～1964年）                                  | 設立ラッシュ （1968年～1971年）                               | 銀行再編合併期 （1980年～2004年） | 銀行再編合併期 （1980年～2004年） | 大型再編期 （2007年～）     |
| ----------------------------------------------------------- | ------------------------------------------------------------- | --------------------------------- | --------------------------------- | --------------------------- |
| オリエント・リース (設立時は日綿実業、三和銀行主体）        | オリエント・リース (設立時は日綿実業、三和銀行主体）          | オリックス                        | オリックス                        | オリックス                  |
|                                                             | 総合リース （住友銀行系）                                     | 住銀リース                        | 三井住友銀リース                  | 三井住友ファイナンス&リース |
|                                                             | さくらリース (さくら銀行系)                                   |                                   | 三井住友銀リース                  | 三井住友ファイナンス&リース |
| 住商リース （住友商事系）                                   |                                                               |                                   |                                   | 三井住友ファイナンス&リース |
| ダイヤモンドリース （三菱銀行系）                           | ダイヤモンドリース （三菱銀行系）                             | ダイヤモンドリース （三菱銀行系） | 三菱HCキャピタル                  |                             |
| セントラルリース （東海銀行系）                             | セントラルリース （東海銀行系）                               | UFJセントラルリース               | 三菱HCキャピタル                  |                             |
| 東京リース （日本勧業銀行系）                               | 東京リース （日本勧業銀行系）                                 | 東京リース （日本勧業銀行系）     | 東京リース （日本勧業銀行系）     | 東京センチュリー            |
|                                                             | センチュリー・リーシング・システム （伊藤忠商事、第一銀行系） |                                   |                                   | 東京センチュリー            |
| 三井リース事業 （三井物産系）                               | 三井リース事業 （三井物産系）                                 | 三井リース事業 （三井物産系）     | JA三井リース                      |                             |
| 協同リース （JA系）                                         |                                                               |                                   | JA三井リース                      |                             |
| 日本リース・インターナショナル （1998年会社更生法適用申請） |                                                               |                                   |                                   |                             |

## 主なオートリース会社
- オリックス自動車（オリックス） - 管理台数143.9万台[58]。業界一位。
- 住友三井オートサービス（住友商事、三井住友フィナンシャルグループ） - 管理台数100万台[59]。業界二位。
  - グループ - エース・オートリース、マツダオートリース、セディナオートリース、SMAサポート、スペイス・ムーブ
- 東京センチュリー（伊藤忠商事、みずほフィナンシャルグループ） - 管理台数73.5万台[60]。業界三位。
  - グループ - 日本カーソリューションズ、ニッポンレンタカーサービス、オリコオートリース
- 三菱オートリース（三菱商事、三菱HCキャピタル）
- 芙蓉オートリース（芙蓉総合リース）
- みずほオートリース（みずほリース）
- トヨタファイナンス（トヨタ自動車）
- 日産フィナンシャルサービス（日産自動車）

### 参考記事
- 「日本リース系のリース会、三光汽と44億円で船舶の協調リース契約。」1976/11/16, 日経産業新聞
- 「商社・銀行、三光汽船にテコ入れ――100隻を売船・返却、金融支援・新船リースも。」1983/02/25, 日本経済新聞
- 「三光汽船、第三者割り当ての“賭け”――資金繰りつけ新造船（会社研究）」1983/05/13, 日本経済新聞
- 「三光汽の第三者割り当て、異例ずくめの大型調達――河本氏登場に造船・商社困惑。」1983/09/18, 日本経済新聞
- 「三光汽、今期経常損400億――タンカー市況低迷響く。」1983/11/19, 日本経済新聞
- 「三光汽船、大量新造計画の第1船が就航へ――住友商事発注の小型ばら積み船。」1983/12/09, 日経産業新聞
- 「三光汽船再建波高し、足並みそろうか金融支援――30数行と取引、メーン不在。」1984/04/18, 日経産業新聞
- 「三光汽の再建3カ年計画、前途多難の“船出”――赤字のタネ、用船タンカー。」1984/04/27, 日本経済新聞
- 「三光汽船再建の道（上）海運受難――一匹狼のキズ深い、世界的な倒産風、回復望み薄。」1985/02/26, 日本経済新聞
- 「三光汽船再建の道（中）誤算――“市況頼み”限界に、大量建造も裏目。」1985/02/27, 日本経済新聞
- 「三光汽船再建の道（下）模策、足引っ張る用船料――削減に多額の資金。」1985/02/28, 日本経済新聞
- 「丸紅、三光汽船向けリース・タンカーを60年度中に3、4隻売却。」 1985/05/02, 日経産業新聞
- 「“三光危機”造船・商社ピリピリ、定期点検拒否やリース船確保へ。」 1985/08/11, 日本経済新聞
- 「三光汽船、更生法あす申請――負債空前の5000億円、信用不安広がり決断。」1985/08/12, 日本経済新聞
- 「三光汽船、更生法を申請、負債、用船債務含め一兆円。」1985/08/13, 日経産業新聞